# Thi đấu vòng tròn

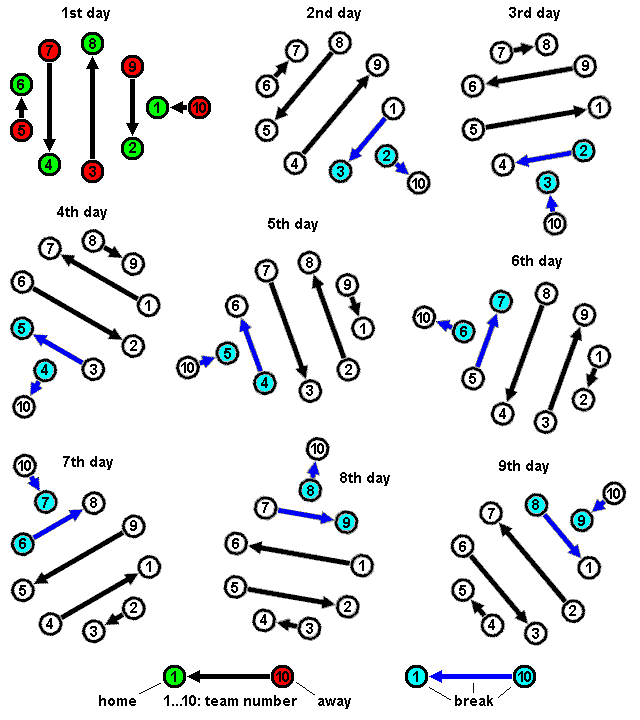
Ví dụ về giải đấu sử dụng thể thức vòng tròn có 10 người tham gia

Thi đấu vòng tròn là một thể thức thi đấu mà trong đó mỗi người tham gia hoặc vận động viên gặp những người tham gia khác, thường là theo lượt. Thể thức thi đấu vòng tròn trái ngược với thi đấu loại trực tiếp, trong đó người tham gia bị loại sau một số trận thắng hoặc thua nhất định.

## Giải thích thuật ngữ
Thuật ngữ vòng tròn có nguồn gốc từ thuật ngữ tiếng Pháp ruban ('ruy băng'). Theo thời gian, thuật ngữ này được Anh hóa thành từ robin.
Trong thể thức thi đấu vòng tròn một lượt, mỗi vận động viên(đội thể thao) sẽ thi đấu với mỗi vận động viên(đội thể thao) khác một lần. Nếu mỗi vận động viên(đội thể thao) thi đấu với tất cả vận động viên(đội thể thao) khác hai lần, thể thức này được gọi là vòng tròn hai lượt. Thuật ngữ này hiếm khi được sử dụng khi tất cả các vận động viên(đội thể thao) đấu với nhau nhiều hơn hai lần, và không bao giờ được sử dụng khi một vận động viên(đội thể thao) đấu với vận động viên(đội thể thao) khác với số lần không bằng nhau, như trường hợp của hầu hết các giải đấu thể thao chuyên nghiệp ở khu vực Bắc Mỹ.
Ở Vương quốc Anh, giải đấu vòng tròn được gọi là giải đấu kiểu Mỹ trong các môn thể thao như quần vợt hoặc bi-a thường được tổ chức theo thể thức đấu loại trực tiếp,mặc dù điều này hiện nay hiếm khi được thực hiện.
Một giải đấu vòng tròn có bốn vận động viên(đội thể thao) tham dự đôi khi được gọi là "quad" hoặc "foursome".

## Ứng dụng
Trong các môn thể thao có thời gian tổ chức theo mùa, thể thức vòng tròn hai lượt là phổ biến. Hầu hết các giải đấu bóng đá chuyên nghiệp cấp quốc gia trên thế giới đều được tổ chức theo thể thức vòng tròn hai lượt, trong đó mỗi đội thi đấu với tất cả các đội khác trong giải đấu của mình một lần trên sân nhà và một lần trên sân khách. Hệ thống này cũng được sử dụng để tổ chức vòng loại cho các giải đấu lớn như Cúp bóng đá thế giới và các giải đấu cấp châu lục (ví dụ: Giải vô địch bóng đá châu Âu, Cúp Vàng CONCACAF, Cúp bóng đá châu Á, Cúp bóng đá Nam Mỹ và Cúp các quốc gia Châu Phi). Ngoài ra thể thức thi đấu này còn được áp dụng cho các môn thể thao khác như bóng chuyền, bóng rổ, bóng bàn, cầu lông, quần vợt, cờ vua, cờ tướng....
Trong một ví dụ điển hình hơn, KBO League trong môn bóng chày thi đấu vòng tròn 16 lượt, mỗi đội trong số 10 đội đấu với nhau 16 lần với tổng số 144 trận mỗi đội.
LIDOM (Giải bóng chày chuyên nghiệp Cộng hòa Dominica) thi đấu vòng tròn 18 lượt một lượt như một giải đấu bán kết giữa bốn đội được phân loại.
Thứ hạng của các đội trong bảng thi đấu thường tính theo số trận thắng và hòa, với bất kỳ tiêu chí phụ khác.

## Đánh giá

### Ưu điểm
Nhà vô địch của một giải đấu tổ chức theo thể thức thi đấu vòng tròn là vận động viên(đội thể thao) có số điểm cao nhất trên bảng xếp hạng.
Về lý thuyết, thể thức vòng tròn một lượt là cách công bằng nhất để xác định nhà vô địch trong số các vận động viên(đội thể thao) đã biết và cố định. Mỗi vận động viên(đội thể thao), dù là cá nhân hay tập thể, đều có cơ hội ngang nhau trước tất cả các đối thủ khác vì không có hạt giống nào trước đó sẽ ngăn cản trận đấu giữa bất kỳ cặp nào. Yếu tố may mắn được cho là giảm đi so với hệ thống loại trực tiếp vì một hoặc hai màn trình diễn tệ hại không làm hỏng cơ hội chiến thắng cuối cùng của đối thủ.
Thể thức thi đấu này cũng tốt hơn trong việc xếp hạng tất cả các vận động viên(đội thể thao) tham gia chứ không chỉ xác định người chiến thắng. Điều này rất hữu ích để xác định thứ hạng cuối cùng của tất cả các đối thủ, từ mạnh nhất đến yếu nhất, nhằm mục đích đủ điều kiện cho một giai đoạn hoặc giải đấu khác cũng như tiền thưởng.
Trong các môn thể thao đồng đội, các nhà vô địch của các giải đấu tổ chức theo thể thức thi đấu vòng tròn thường được coi là đội "tốt nhất" trong các giải đấu đó, hơn là đội vô địch cúp quốc gia, những đội tham dự giải đấu tổ chức theo thể thức đấu loại trực tiếp.
Hơn nữa, trong các giải đấu như FIFA World Cup hay ICC World Cup, giai đoạn vòng đầu tiên bao gồm một số lượt thi đấu vòng tròn nhỏ giữa các nhóm 4 đội, đề phòng khả năng một đội phải di chuyển hàng nghìn km chỉ để bị loại chỉ sau một hoặc vài trận thi đấu kém. Với thể thức thi đấu này, một, hai hoặc đôi khi là ba đội đứng đầu trong các bảng đấu sẽ đi tiếp vào vòng loại trực tiếp trong phần còn lại của giải đấu.

### Nhược điểm
Mặc dù thể thức thi đấu này có nhiều ưu điểm hơn so với thể thức đấu loại trực tiếp, tuy nhiên thể thức thi đấu này vẫn có một vài nhược điểm sau:

#### Thời gian tổ chức giải đấu
Nhược điểm chính của thể thức thi đấu này là thời gian tổ chức. Không giống như thể thức đấu loại trực tiếp ,thể thức thi đấu vòng tròn một lượt yêu cầu ít hơn số lượng vận động viên(đội thể thao) tham gia. Chẳng hạn, một giải đấu gồm 16 vận động viên(đội thể thao) có thể hoàn thành chỉ trong 4 vòng đấu (tức là 15 trận) theo thể thức loại trực tiếp; thể thức thi đấu vòng tròn yêu cầu 30 (hoặc 31) trận đấu, nhưng thi đấu vòng tròn một lượt sẽ cần 15 hiệp (tức là 120 trận) để kết thúc nếu mỗi vận động viên(đội thể thao) đối đầu với nhau một lần.
Cũng không có "trận chung kết ngược" diễn ra theo lịch trình trừ khi(hoặc do trùng hợp) hai đối thủ gặp nhau trong trận đấu cuối cùng của giải đấu, và kết quả trận đấu đó có thể quyết định chức vô địch. Một ví dụ đáng chú ý về trường hợp như vậy là trận đấu tại FIFA World Cup 1950 giữa Uruguay và Brazil. 

#### Điều kiện để các vận động viên(đội thể thao) tham dự
Các vấn đề khác nảy sinh khi áp dụng thể thức thi đấu này vòng loại trong một giải đấu lớn như một vận động viên(đội thể thao) đã đủ điều kiện cho giai đoạn tiếp theo trước trận đấu cuối cùng của họ có thể không cố gắng hết sức (để bảo toàn nguồn lực cho giai đoạn tiếp theo) hoặc thậm chí cố tình thua (nếu đối thủ ở giai đoạn tiếp theo đã lên lịch cho vòng loại có vị trí thấp hơn được coi là dễ dàng hơn so với vị trí cao hơn).
Một ví dụ điển hình cho trương hợp này là sự việc các cặp VĐV Trung Quốc, 2 cặp Hàn Quốc và 1 cặp Indonesia tại môn cầu lông đôi nữ tại Thế vận hội 2012 , các cặp vận động viên này đã cố tình để thua ở thể thức vòng tròn một lượt để tránh đồng hương và đối thủ có thứ hạng tốt hơn tại vòng đấu loại trực tiếp .Thể thức thi đấu vòng tròn một lượt tại Thế vận hội là một hình thức mới và những vấn đề tiềm ẩn này đã được biết rõ trước khi khởi tranh; những thay đổi đã được thực hiện trước các kỳ Thế vận hội tiếp theo để ngăn chặn những vụ việc này lặp lại.

## Các công cụ hỗ trợ

### Công thức tính số lượng trận thi đấu
Nếu ta gọi {\displaystyle n} là số lượng vận động viên(đội thể thao) tham dự giải đấu theo thể thức thi đấu vòng tròn,ta có công thức tính số lượng trận thi đấu như sau:
{\displaystyle {\begin{matrix}{\frac {n}{2}}\end{matrix}}(n-1)}

### Phương pháp vòng tròn
Phương pháp vòng tròn là một thuật toán đơn giản để tạo lịch thi đấu cho một giải đấu tổ chức theo thể thức thi đấu vòng tròn. Tất cả các vận động viên(đội thể thao) đều được đánh số và sau đó được ghép đôi ở vòng đầu tiên:
| 1  | 2  | 3  | 4  | 5  | 6 | 7 |
| 14 | 13 | 12 | 11 | 10 | 9 | 8 |

Tiếp theo, một trong các vận động viên(đội thể thao) ở cột đầu tiên hoặc cột cuối cùng của bảng được cố định (số 1 trong ví dụ này) và các vận động viên(đội thể thao) khác xoay theo chiều kim đồng hồ để xếp lịch thi đấu cho các vòng đấu kế tiếp:
| 1  | 14 | 2  | 3  | 4 | 5 | 6 |
| 13 | 12 | 11 | 10 | 9 | 8 | 7 |

| 1  | 13 | 14 | 2 | 3 | 4 | 5 |
| 12 | 11 | 10 | 9 | 8 | 7 | 6 |

Điều này được lặp lại cho đến khi gần như quay trở lại với vị trí ban đầu:
| 1 | 3  | 4  | 5  | 6  | 7  | 8 |
| 2 | 14 | 13 | 12 | 11 | 10 | 9 |

### Bảng Berger
Bảng Berger(được đặt theo tên của kiện tướng cờ vua người Áo Johann Berger) là một công cụ dùng để xác định các cặp đấu trong các giải đấu được tổ chức theo thể thức thi đấu vòng tròn, công cụ này được sử dụng rộng rãi trong việc tổ chức các giải đấu thể thao chuyên nghiệp trên thế giới(điển hình như V.League 1).
Ví dụ cho một giải đấu có 14 vận động viên(đội thể thao) tham dự:
| Vòng 1  | 1 – 14 | 2 – 13 | 3 – 12 | 4 – 11 | 5 – 10 | 6 – 9  | 7 – 8  |
| Vòng 2  | 14 – 8 | 9 – 7  | 10 – 6 | 11 – 5 | 12 – 4 | 13 – 3 | 1 – 2  |
| Vòng 3  | 2 – 14 | 3 – 1  | 4 – 13 | 5 – 12 | 6 – 11 | 7 – 10 | 8 – 9  |
| ...     | ...    | ...    | ...    | ...    | ...    | ...    | ...    |
| Vòng 13 | 7 – 14 | 8 – 6  | 9 – 5  | 10 – 4 | 11 – 3 | 12 – 2 | 13 – 1 |

Điều này tạo thành một lịch trình trong đó số 14 có một vị trí cố định và tất cả những vận động viên(đội thể thao) khác được xoay ngược chiều kim đồng hồ {\displaystyle {\frac {n}{2}}} các vị trí. Lịch trình này có thể dễ dàng được tạo thủ công. Để thi đấu vòng tiếp theo, thì số 8 ở vòng đầu tiên, di chuyển lên đầu bàn, tiếp theo là số 9 đấu với số 7, số 10 đấu với số 6, cho đến khi số 1 đấu với số 2.
Lịch trình này cũng có thể được biểu diễn dưới dạng bảng (n-1, n-1), thể hiện một vòng đấu trong đó các vận động viên(đội thể thao) được gán mã số có thể gặp nhau. Ví dụ: số 7 đấu với số 11 ở vòng 4. Điều này có thể minh họa bằng sơ đồ đường chéo sau đây:
| ×  | 2 | 3 | 4 | 5 | 6 | 7 | 8 | 9 | 10 | 11 | 12 | 13 | 1  | 2  | 3  | 4  | 5  | 6  | 7  | 8  | 9  | 10 | 11 | 12 | 13 |
| -- | - | - | - | - | - | - | - | - | -- | -- | -- | -- | -- | -- | -- | -- | -- | -- | -- | -- | -- | -- | -- | -- | -- |
| 1  |   |   |   |   |   |   |   |   |    |    |    |    | 1  | 2  | 3  | 4  | 5  | 6  | 7  | 8  | 9  | 10 | 11 | 12 | 13 |
| 2  |   |   |   |   |   |   |   |   |    |    |    | 1  | 2  | 3  | 4  | 5  | 6  | 7  | 8  | 9  | 10 | 11 | 12 | 13 |    |
| 3  |   |   |   |   |   |   |   |   |    |    | 1  | 2  | 3  | 4  | 5  | 6  | 7  | 8  | 9  | 10 | 11 | 12 | 13 |    |    |
| 4  |   |   |   |   |   |   |   |   |    | 1  | 2  | 3  | 4  | 5  | 6  | 7  | 8  | 9  | 10 | 11 | 12 | 13 |    |    |    |
| 5  |   |   |   |   |   |   |   |   | 1  | 2  | 3  | 4  | 5  | 6  | 7  | 8  | 9  | 10 | 11 | 12 | 13 |    |    |    |    |
| 6  |   |   |   |   |   |   |   | 1 | 2  | 3  | 4  | 5  | 6  | 7  | 8  | 9  | 10 | 11 | 12 | 13 |    |    |    |    |    |
| 7  |   |   |   |   |   |   | 1 | 2 | 3  | 4  | 5  | 6  | 7  | 8  | 9  | 10 | 11 | 12 | 13 |    |    |    |    |    |    |
| 8  |   |   |   |   |   | 1 | 2 | 3 | 4  | 5  | 6  | 7  | 8  | 9  | 10 | 11 | 12 | 13 |    |    |    |    |    |    |    |
| 9  |   |   |   |   | 1 | 2 | 3 | 4 | 5  | 6  | 7  | 8  | 9  | 10 | 11 | 12 | 13 |    |    |    |    |    |    |    |    |
| 10 |   |   |   | 1 | 2 | 3 | 4 | 5 | 6  | 7  | 8  | 9  | 10 | 11 | 12 | 13 |    |    |    |    |    |    |    |    |    |
| 11 |   |   | 1 | 2 | 3 | 4 | 5 | 6 | 7  | 8  | 9  | 10 | 11 | 12 | 13 |    |    |    |    |    |    |    |    |    |    |
| 12 |   | 1 | 2 | 3 | 4 | 5 | 6 | 7 | 8  | 9  | 10 | 11 | 12 | 13 |    |    |    |    |    |    |    |    |    |    |    |
| 13 | 1 | 2 | 3 | 4 | 5 | 6 | 7 | 8 | 9  | 10 | 11 | 12 | 13 |    |    |    |    |    |    |    |    |    |    |    |    |

| ×  | 1  | 2  | 3  | 4  | 5  | 6  | 7  | 8  | 9  | 10 | 11 | 12 | 13 |
| -- | -- | -- | -- | -- | -- | -- | -- | -- | -- | -- | -- | -- | -- |
| 1  | 1  | 2  | 3  | 4  | 5  | 6  | 7  | 8  | 9  | 10 | 11 | 12 | 13 |
| 2  | 2  | 3  | 4  | 5  | 6  | 7  | 8  | 9  | 10 | 11 | 12 | 13 | 1  |
| 3  | 3  | 4  | 5  | 6  | 7  | 8  | 9  | 10 | 11 | 12 | 13 | 1  | 2  |
| 4  | 4  | 5  | 6  | 7  | 8  | 9  | 10 | 11 | 12 | 13 | 1  | 2  | 3  |
| 5  | 5  | 6  | 7  | 8  | 9  | 10 | 11 | 12 | 13 | 1  | 2  | 3  | 4  |
| 6  | 6  | 7  | 8  | 9  | 10 | 11 | 12 | 13 | 1  | 2  | 3  | 4  | 5  |
| 7  | 7  | 8  | 9  | 10 | 11 | 12 | 13 | 1  | 2  | 3  | 4  | 5  | 6  |
| 8  | 8  | 9  | 10 | 11 | 12 | 13 | 1  | 2  | 3  | 4  | 5  | 6  | 7  |
| 9  | 9  | 10 | 11 | 12 | 13 | 1  | 2  | 3  | 4  | 5  | 6  | 7  | 8  |
| 10 | 10 | 11 | 12 | 13 | 1  | 2  | 3  | 4  | 5  | 6  | 7  | 8  | 9  |
| 11 | 11 | 12 | 13 | 1  | 2  | 3  | 4  | 5  | 6  | 7  | 8  | 9  | 10 |
| 12 | 12 | 13 | 1  | 2  | 3  | 4  | 5  | 6  | 7  | 8  | 9  | 10 | 11 |
| 13 | 13 | 1  | 2  | 3  | 4  | 5  | 6  | 7  | 8  | 9  | 10 | 11 | 12 |

### Cách thức tạo bảng Berger
Để có thể tạo ra một bảng Berger hoàn chỉnh cho việc xếp lịch thi đấu với số lượng chắn {\displaystyle n} hoặc số lượng lẻ {\displaystyle n-1} các vận động viên(đội thể thao) tham dự một giải đấu được tổ chức theo thức thi đấu vòng tròn, Richard Schurig xây dựng một bảng Berger với {\displaystyle n/2} hàng dọc và {\displaystyle n-1} hàng ngang.
Sau đó,bắt đầu điền mã số thi đấu của các vận động viên(đội thể thao) bắt đầu từ góc trên bên trái bằng cách lặp lại chuỗi số từ 1 đến {\displaystyle n-1}.Dưới đây là một ví dụ cho một giải đấu có 8 vận động viên(đội thể thao) tham dự:
| Vòng 1 | 1 | 2 | 3 | 4 |
| Vòng 2 | 5 | 6 | 7 | 1 |
| Vòng 3 | 2 | 3 | 4 | 5 |
| Vòng 4 | 6 | 7 | 1 | 2 |
| Vòng 5 | 3 | 4 | 5 | 6 |
| Vòng 6 | 7 | 1 | 2 | 3 |
| Vòng 7 | 4 | 5 | 6 | 7 |

Các mã số được điền trong bảng trên tượng trưng cho đội nhà(vận động viên A).
Đối với các đội đối phương(vận động viên B),một bảng thứ hai cũng được tạo. Mỗi hàng ngang {\displaystyle x} được điền với các số giống như hàng {\displaystyle x+1} trong bảng trước(Mỗi ô cùng được điền các số từ hàng đầu tiên trong bảng trước), nhưng theo thứ tự ngược lại (từ phải sang trái).
| Vòng 1 | – 8 | – 7 | – 6 | – 5 |
| Vòng 2 | – 8 | – 4 | – 3 | – 2 |
| Vòng 3 | – 8 | – 1 | – 7 | – 6 |
| Vòng 4 | – 8 | – 5 | – 4 | – 3 |
| Vòng 5 | – 8 | – 2 | – 1 | – 7 |
| Vòng 6 | – 8 | – 6 | – 5 | – 4 |
| Vòng 7 | – 8 | – 3 | – 2 | – 1 |

Bằng cách hợp nhất hai bảng trên,ta sẽ thu được một bảng Berger hoàn chỉnh như sau:
| Vòng 1 | 1 – 8 | 2 – 7 | 3 – 6 | 4 – 5 |
| Vòng 2 | 5 – 8 | 6 – 4 | 7 – 3 | 1 – 2 |
| Vòng 3 | 2 – 8 | 3 – 1 | 4 – 7 | 5 – 6 |
| Vòng 4 | 6 – 8 | 7 – 5 | 1 – 4 | 2 – 3 |
| Vòng 5 | 3 – 8 | 4 – 2 | 5 – 1 | 6 – 7 |
| Vòng 6 | 7 – 8 | 1 – 6 | 2 – 5 | 3 – 4 |
| Vòng 7 | 4 – 8 | 5 – 3 | 6 – 2 | 7 – 1 |

Có một chút lưu ý ở đây:Nếu số lượng vận động viên(đội thể thao) tham dự giải là một số chắn {\displaystyle n},một vận động viên(đội thể thao) với một mã số thi đấu bất kỳ được thay thế luân phiên cho vị trí thứ nhất và thứ hai. Còn nếu số lượng là số lẻ thì sẽ chỉ xếp lịch thi đấu cho {\displaystyle n-1} vận động viên(đội thể thao) thi đấu, nghĩa là ở trường hợp này, mỗi vòng sẽ có 1 vận động viên(đội thể thao) không thi đấu.